# Darnell Minton
Darnell Minton (27 novembre 1996) è un ex giocatore di football americano tedesco, che ha giocato come offensive lineman.
È fratello minore di Aurieus Minton, che è stato suo compagno di squadra ai Surge.

## Palmarès
- 1 ELF Championship (Frankfurt Galaxy, 2021)